# RCN Televisión
RCN Televisión este o rețea de televiziune columbiană cu sediul în Bogotá.

## Legături externe
- es  Site-ul oficial RCN Televisión